# Всероссийский научно-исследовательский институт геофизических методов разведки
Всероссийский научно-исследовательский институт геофизических методов разведки (ВНИИГеофизика) — российское акционерное общество, входит в государственный холдинг АО «Росгеология». Научно-производственное предприятие, работающих в области геолого-физических и научно-исследовательских работ.
Менял названия:
- Государственный союзный геофизический трест
- Научно-исследовательский институт геофизических и геохимических методов разведки
- Всесоюзный научно-исследовательский институт геофизических методов разведки

## История
Основано 30 апреля 1944 года на базе института прикладной геофизики Государственного союзного геофизического треста (ГСГТ) по распоряжению Совнаркома № 9467 р и приказу Наркома нефтяной промышленности Ивана Корнеевича Седина об организации научно-исследовательского института в области геолого-геофизических работ по поискам и разведке месторождений нефти и газа.
Сам ГСГТ был создан в 1936-м году на основе Всесоюзной конторы геофизических разведок, образованной в 1934-м году.
Для развития теории методики и техники разведочной геофизики в ГСГТ был создан специальный научно-исследовательский отдел, где работали такие основоположники разведочной геофизики, как Г. А. Гамбурцев, Л. В. Сорокин и молодое поколение ученых, среди которых были Л. М. Альпин, Л. А. Рябинкин, А. Г. Иванов, С. Г. Комаров, П. И. Лукавченко и др. ГСГТ активно участвовал в подготовке молодых кадров геофизиков, которых в 30-е годы начали готовить МГРИ, Московский, Грозненский и Азербайджанский вузы нефтяного профиля.
С целью повышения роли науки в геофизических изысканиях на нефть и газ в 1944 году при ГСГТ был создан институт прикладной геофизики, преобразованный во Всесоюзный научно-исследовательский институт геофизических методов разведки (ВНИИгеофизика), с 1947 по 1978 г. возглавлявшийся М. К. Полшковым и ставший головным в области нефтегазовой разведочной геофизики.
До 1956 года носило название Научно-исследовательского института геофизических и геохимических методов разведки (НИИГР), далее — Всесоюзного научно-исследовательского института геофизических методов разведки(ВНИИГеофизики).
С 1959 по 1992 годы в распоряжении ВНИИгеофизики находилась бывшее здание церкви Петра и Павла в Новой Басманной слободе
В 2006 году на основании распоряжения Правительства РФ от 01.10.2003 года и Приказа МПР России от 23.10.2003 года к ГФУП «ВНИИГеофизика» были присоединены: ФГУНПП «Спецгеофизика», ФГУП «Центр ГЕОН» им. В. В. Федынского и ФГУП «Центргеофизика».

## Структура
Филиалы:
- Раменский филиал
- Наро-Фоминский филиал — к Наро-Фоминскому отделению относилась лаборатория электроразведки, сотрудники которой основали ныне действующий геофизический полигон у деревни Александровка.[6]
- Волго-Уральский филиал — располагался в Октябрьском, в 1972 году преобразован в самостоятельный институт — ВНИИГИС.
- Ленинградский филиал
- Сибирский филиал — располагался в Новосибирске, в 1957-м году преобразован в Сибирский НИИ геологии, геофизики и минерального сырья.

## Сотрудники
Известные сотрудники:
- Бердичевский, Марк Наумович (1923—2009) — советский и российский учёный-геофизик, доктор технических наук[7]
- Ваньян, Леонид Львович (1932—2001) — советский и российский учёный-геофизик, доктор технических наук
- Кулинкович, Арнольд Евгеньевич (1932) — советский и украинский геолог, геофизик, доктор технических наук
- Никитин, Алексей Алексеевич (1936) — геофизик, профессор
- Потапов, Олег Александрович (1935—2015) — геофизик, изобретатель. Заслуженный деятель науки и техники РСФСР. Почётный разведчик недр РФ, кандидат в члены-корреспонденты АН СССР.
- Солодилов, Леонид Николаевич(1937—2017) — геофизик, сейсморазведчик и сейсмолог.
- Федынский, Всеволод Владимирович(1908—1978)